# Christian Henson
Pour les articles homonymes, voir Henson.
Christian Henson, né le 25 décembre 1971 à Londres, est un compositeur de musique de film britannique. Il est également le cofondateur de l'entreprise d'instruments virtuels et de librairies de samples Spitfire Audio.

## Filmographie
- 2004 : Top Gear
- 2000 : Brain Story (feuilleton TV)
- 2001 : Deux Blondes et des chips (Two Pints of Lager (And a Packet of Crisps)) (série télévisée)
- 2001 : Requiem de Hervé Renoh
- 2002 : SAS: Are You Tough Enough? (série télévisée)
- 2002 : Le Chien qui valait six milliards (Cybermutt) (TV)
- 2002 : Biggie and Tupac (Biggie and Tupac) de Nick Broomfield
- 2002 : Scream Team (série télévisée)
- 2002 : Full Metal Challenge (série télévisée)
- 2003 : Wreck Detectives (série télévisée)
- 2004 : Room for Improvement (série télévisée)
- 2004 : Esprit libre (Chasing Liberty) de Andy Cadiff
- 2004 : Les Fils du vent de Julien Seri
- 2005 : Diameter of the Bomb
- 2005 : Opal Dream
- 2005 : Animal de Roselyne Bosch
- 2006 : Little White Lies
- 2006 : Severance de Christopher Smith
- 2008 : Le Secret de Moonacre
- 2010 : La Rafle de Roselyne Bosch
- 2010 : Hercule Poirot (saison 12)
- 2011 : The Devil's Double de Lee Tamahori
- 2012 : Grabbers de Jon Wright
- 2013 : Trap for Cinderella de Iain Softley

## Distinctions

### Récompenses
- 2010 : Screamfest de la Meilleure musique pour Black Death

### Nominations
- 2004 : Nomination au World Soundtrack Awards de la Découverte de l'année pour Esprit libre et Les Fils du vent
- 2004 : Nomination au World Soundtrack Awards du Compositeur de l'année pour Les Fils du vent
- 2011 : Nomination au Fangoria Chainsaw Awards de la Meilleure musique pour Triangle
- 2012 : Nomination au Fangoria Chainsaw Awards de la Meilleure musique pour Black Death